# Классификация психопатий
Классифика́ция [конституциона́льных] психопатий — классификация расстройств личности. В данной статье представлены классификации расстройств личности времён, когда они ещё носили название психопатий, до внедрения в психиатрическую практику МКБ-10 и DSM-5. 10-й пересмотр МКБ (МКБ-10) был одобрен 43 сессией Всемирной ассамблеи здравоохранения в мае 1990 года.
Классификация, разработанная в 1943 году П. Б. Ганнушкиным, получила наибольшее признание в советской и российской психиатрии. Международная статистическая классификация болезней, травм и причин смерти 9-го пересмотра (МКБ-9), адаптированная для использования в СССР, использовалась до перехода России на 10-й пересмотр (МКБ-10) в 1997 году.
Термин «психопатия» весьма неоднозначный (может употребляться как синоним диссоциального расстройства личности, и как обозначение психических расстройств вообще, и др.), в связи с чем Ганнушкин употребляет выражение «конституциональная психопатия», подчёркивая статичную и, по его мнению, врождённую природу этой группы расстройств. К моменту перехода на МКБ-10, термин «психопатия» уже прочно закрепился именно за расстройствами личности.
В основу классификации положены особенности патологического характера, проявляющиеся в сочетании различных психопатических черт, и тип нарушения высшей нервной деятельности.

## Отличие психопатий от акцентуаций
Согласно исследованиям А. Е. Личко, психопатии от акцентуаций (Z73.1) отличаются тем, что проявляются всегда и везде (акцентуации проявляются когда трудные ситуации предъявляют повышенные требования к «месту наименьшего сопротивления в характере») и приводят к социальной дезадаптации. Акцентуации, в отличие от психопатий, в некоторых ситуациях даже могут способствовать социальной адаптации. Некоторые исследователи рассматривают акцентуации как характерологическую особенность, которая занимает промежуточное место между нормой и психопатией.

## Общая информация
Сравнительная таблица классификаций психопатий:
| Группы психопатий                                     | Э. Крепелин (1915)                | Э. Кречмер (1921) | К. Шнайдер (1923)                               | Ганнушкин П. Б. (1933)                                                                                                | Т. Гендерсон (1947) | Попов Е. А. (1957)    | Кербиков О. В. (1968)   | МКБ-9 с кодом                         |
| ----------------------------------------------------- | --------------------------------- | ----------------- | ----------------------------------------------- | --- | ------------------- | --------------------- | ----------------------- | ------------------------------------- |
| Психопатии с преобладанием эмоциональных нарушений    | Возбудимые                        | Эпилептоиды       | Эксплозивные                                    | Эпилептоиды | Агрессивные         | Возбудимые Взрывчатые | Возбудимые              | Возбудимый тип 301.3                  |
| Психопатии с преобладанием эмоциональных нарушений    |                                   | Циклоиды          | Гипертимные Депрессивные Эмоционально-лабильные | Циклоиды Конституционально-возбуждённые Конституционально-депрессивные Циклотимики Эмоционально (реактивно)-лабильные |                     | Тимопаты              |                         | Аффективный тип 301.1                 |
| Психопатии с преобладанием эмоциональных нарушений    | Фантасты Лгуны и обманщики        |                   | Ищущие признания                                | Истерические Патологические лгуны                                                                                     | Творческие          | Истерические          | Истеричные              | Истерический тип 301.5                |
| Психопатии с преобладанием изменения в сфере мышления |                                   |                   | Астенические                                    | Астеники |                     | Астеники              | Тормозимые              | Астенический тип 301.6                |
| Психопатии с преобладанием изменения в сфере мышления |                                   |                   | Ананкастные Неуверенные в себе                  | Психастеники |                     | Психастеники          |                         | Ананкастический тип 301.4             |
| Психопатии с преобладанием изменения в сфере мышления | Чудаки                            | Шизоиды           |                                                 | Шизоиды (мечтатели)                                                                                                   | Неадекватные        |                       | Патологически замкнутые | Шизоидный тип 301.2                   |
| Психопатии с преобладанием изменения в сфере мышления | Сварливые Патологические спорщики |                   | Фанатики                                        | Фанатики Параноики |                     | Паранойяльные         |                         | Параноидный (паранойяльный) тип 301.0 |
| Психопатии с преобладанием волевых нарушений          | Безудержные                       |                   | Безвольные Неустойчивые                         | Неустойчивые |                     | Неустойчивые          | Неустойчивые            | Неустойчивый тип 301.81               |
| Психопатии с расстройствами влечений                  | Одержимые влечениями              |                   |                                                 | |                     | Половые извращения    | Сексуальная психопатия  | Половые извращения 302                |
| Психопатии с нарушениями поведения в обществе         | Враги общества                    |                   | Холодные                                        | Антисоциальные |                     |                       |                         | Эмоционально тупые 301.7              |
| Смешанные психопатии                                  |                                   |                   |                                                 | Конституционально-глупые                                                                                              |                     |                       | Мозаичная               | Мозаичная психопатия 301.82           |

## Классификация психопатий Ганнушкина
П. Б. Ганнушкин выделил следующие типы психопатических личностей: астеники, шизоиды, параноики, эпилептоиды, истерические характеры, циклоиды, неустойчивые, антисоциальные и конституционально-глупые.

### Группа астеников

#### Астеническая психопатия
Для психопатических личностей этого круга характерны с детства повышенная робость, стеснительность, нерешительность, впечатлительность. Особенно теряются они в незнакомой обстановке и новых условиях, испытывая при этом чувство собственной неполноценности. Повышенная чувствительность, «мимозность» проявляется как в отношении психических раздражителей, так и физических нагрузок. Довольно часто они не выносят вида крови, резких перепадов температуры, болезненно реагируют на грубость и бестактность, но их реакция недовольства может выражаться в молчаливой обидчивости или брюзжании. У них часто бывают различные вегетативные расстройства: головные боли, неприятные ощущения в области сердца, желудочно-кишечные нарушения, потливость, плохой сон. Они быстро истощаемы, склонны к фиксации на своём самочувствии.

#### Психастеническая психопатия
Личностям этого типа свойственны выраженная стеснительность, нерешительность, неуверенность в себе и склонность к постоянным сомнениям. Психастеники легко ранимы, застенчивы, робки и вместе с тем болезненно самолюбивы. Для них характерно стремление к постоянному самоанализу и самоконтролю, склонность к абстрактным, оторванным от реальной жизни логическим построениям, навязчивым сомнениям, страхам. Для психастеников трудны любые перемены в жизни, нарушение привычного уклада (смена работы, места жительства и т. д.), это вызывает у них усиление неуверенности и тревожных опасений. Вместе с тем они исполнительные, дисциплинированные, нередко педантичны и назойливы. Они могут быть хорошими заместителями, но никогда не могут работать на руководящих должностях. Необходимость принятия самостоятельного решения и проявления инициативы для них губительны. Высокий уровень притязаний и отсутствие чувства реальности способствуют декомпенсации таких личностей.

### Шизоидная психопатия
Личности этого типа отличаются замкнутостью, скрытностью, оторванностью от реальности, склонностью к внутренней переработке своих переживаний, сухостью и холодностью в отношениях с близкими людьми. Для шизоидных психопатов характерна эмоциональная дисгармония: сочетание повышенной чувствительности, ранимости, впечатлительности — если проблема лично значима, и эмоциональной холодности, непробиваемости в плане чужих проблем («дерево и стекло»). Такой человек отрешён от действительности, его жизнь направлена на максимальное самоудовлетворение без стремления к славе и материальному благополучию. Увлечения его необычны, оригинальны, «нестандартны». Среди них много лиц, занимающихся искусством, музыкой, теоретическими науками. В жизни их обычно называют чудаками, оригиналами. Их суждения о людях категоричны, неожиданны и даже непредсказуемы. На работе они часто неуправляемы, так как трудятся, исходя из собственных представлений о ценностях в жизни. Однако, в определённых областях, где требуется художественная экстравагантность и одарённость, нестандартность мышления, символизм, они могут достичь многого. У них нет постоянных привязанностей, семейная жизнь обычно не складывается из-за отсутствия общности интересов. Однако, они готовы к самопожертвованию ради каких-то отвлечённых концепций, воображаемых идей. Такой человек может быть абсолютно безразличен к больной матери, но в то же время будет призывать к оказанию помощи голодающим на другом конце света. Пассивность и бездеятельность в решении бытовых проблем сочетается у шизоидных личностей с изобретательностью, предприимчивостью и упорством в достижении особо значимых для них целей (например, научная работа, коллекционирование).
Следует заметить, что не всегда наблюдается подобная клиническая картина. Так, материальное благополучие и власть, как средство самоудовлетворения, может стать основной задачей шизоида. В некоторых случаях шизоид способен использовать свои (хотя и порой не замечаемые другими) уникальные способности, чтобы воздействовать на внешний для него мир. В отношении же деятельности шизоида на рабочем месте следует отметить, что наиболее удачная комбинация наблюдается тогда, когда эффективность работы приносит ему удовлетворение, причём не важно, какого типа деятельностью он занимается (естественно, только в том случае, если она связана с созиданием или, по крайней мере, с восстановлением чего-либо).

### Параноическая психопатия
Главной особенностью психопатических личностей группы параноиков является склонность к образованию сверхценных идей, которые формируются к 20—25 годам. Однако, уже с детства им свойственны такие черты характера, как упрямство, прямолинейность, односторонность интересов и увлечений. Они обидчивы, злопамятны, самоуверенны и очень чувствительны к игнорированию их мнения окружающими. Постоянное стремление к самоутверждению, безапелляционная категоричность суждений и поступков, эгоизм и крайняя самоуверенность создают почву для конфликтов с окружающими. С возрастом личностные особенности обычно усиливаются. Застреваемость на определённых мыслях и обидах, ригидность, консервативность, «борьба за справедливость» являются основой для формирования доминирующих (сверхценных) идей, касающихся эмоционально значимых переживаний. Сверхценные идеи, в отличие от бредовых, базируются на реальных фактах и событиях, конкретны по содержанию, однако суждения при этом основаны на субъективной логике, поверхностной и односторонней оценке действительности, соответствующей подтверждению собственной точки зрения. Содержанием сверхценных идей может быть изобретательство, реформаторство. Непризнание достоинств и заслуг параноидальной личности ведёт к столкновению с окружающими, конфликтам, которые, в свою очередь, могут стать реальной почвой для сутяжного поведения. «Борьба за справедливость» в таких случаях заключается в бесконечных жалобах, письмах в разные инстанции, судебных разбирательствах. Активность и настойчивость больного в этой борьбе не могут сломить ни просьбы, ни убеждения, ни даже угрозы. Сверхценное значение для подобных личностей могут представлять также идеи ревности, ипохондрические идеи (фиксация на собственном здоровье с постоянным хождением по лечебным учреждениям с требованиями дополнительных консультаций, обследований, новейших методов лечения, не имеющими реального обоснования) .

### Эпилептоидная психопатия
Ведущими чертами эпилептоидных личностей являются крайняя раздражительность и возбудимость, взрывчатость, доходящая до приступов гнева, ярости, причём реакция не соответствует силе раздражителя. После вспышки гнева или агрессивных поступков больные быстро «отходят», сожалеют о случившемся, но в соответствующих ситуациях поступают так же. Такие люди обычно многим недовольны, ищут поводы для придирок, вступают в споры по любому поводу, проявляя излишнюю горячность и стараясь перекричать собеседников. Отсутствие гибкости, упрямство, убеждённость в своей правоте и постоянная «борьба за справедливость», сводящаяся в конечном итоге к борьбе за свои права и соблюдение личных эгоистических интересов, приводят к их неуживчивости в коллективе, частым конфликтам в семье и на работе. Для людей с этим типом личности, наряду с вязкостью, застреваемостью, злопамятностью, характерны такие качества, как слащавость, льстивость, ханжество, склонность к употреблению в разговоре уменьшительно-ласкательных слов. К тому же чрезмерный педантизм, аккуратность, властность, эгоизм и преобладание мрачного угрюмого настроения делают их невыносимыми в быту и на работе. Они бескомпромиссны — либо любят, либо ненавидят, причём окружающие, особенно близкие люди, обычно страдают как от их любви, так и от ненависти, сопровождаемой мстительностью. В некоторых случаях на первый план выступают нарушения влечений в виде злоупотребления алкоголем, наркотиками (снимают напряжение), стремления бродяжничать. Среди психопатов этого круга встречаются азартные игроки и запойные пьяницы, сексуальные извращенцы и убийцы.

### Истерическая психопатия
Для истерических личностей наиболее характерна жажда признания, то есть стремление во что бы то ни стало обратить на себя внимание окружающих. Это проявляется в их демонстративности, театральности, преувеличении и приукрашивании своих переживаний. Их поступки рассчитаны на внешний эффект, лишь бы поразить окружающих, например, необычно ярким внешним видом, бурностью эмоций (восторги, рыдания, заламывания рук), рассказами о необыкновенных приключениях, нечеловеческих страданиях. Иногда больные, чтобы обратить на себя внимание, не останавливаются перед ложью, самооговорами, например, приписывают себе преступления, которых не совершали. Таких называют патологическими лгунами. Для истерических личностей характерен психический инфантилизм (незрелость), что проявляется и в эмоциональных реакциях, и в суждениях, и в поступках. Их чувства поверхностны, неустойчивы. Внешние проявления эмоциональных реакций демонстративны, театральны, не соответствуют вызвавшей их причине. Для них характерны частые колебания настроения, быстрая смена симпатий и антипатий. Истерические типы отличаются повышенной внушаемостью и самовнушаемостью, поэтому постоянно играют какую-то роль, подражают поразившей их личности. Если такой пациент попадает в больницу, то он может копировать симптомы заболеваний других больных, находящихся вместе с ним в палате. Истерическим личностям свойственен художественный тип мышления. Суждения их крайне противоречивы, часто не имеют под собой реальной почвы. Вместо логического осмысления и трезвой оценки фактов, их мышление основано на непосредственных впечатлениях и собственных выдумках и фантазиях.

### Циклоидная психопатия
К группе циклоидов относятся личности с различным, конституционально обусловленным, уровнем настроения:
- Лица с постоянно пониженным настроением составляют группу конституционально-депрессивных психопатов (гипотимных). Это всегда мрачные, унылые, всем недовольные и малообщительные люди. В работе они излишне добросовестны, аккуратны, исполнительны, так как во всем готовы видеть осложнения и неудачи. Для них характерны пессимистическая оценка настоящего и соответствующий взгляд на будущее, в сочетании с пониженной самооценкой. Они чувствительны к неприятностям, способны к сопереживанию, но чувства свои пытаются скрыть от окружающих. В беседе сдержанны и немногословны, боятся высказать своё мнение. Им кажется, что они всегда неправы, ищут во всем свою виновность и несостоятельность.
- Конституционально-возбуждённые — это гипертимные личности, и, в отличие от гипотимных, отличаются постоянно повышенным настроением, активностью и оптимизмом. Это общительные, оживлённые, говорливые люди. В работе они предприимчивы, инициативны, полны идей, но их склонность к авантюризму и непоследовательность вредят в достижении поставленной цели. Временные неудачи не огорчают их, они с неутомимой энергией берутся вновь за дело. Чрезмерная самоуверенность, переоценка собственных возможностей, деятельность на грани закона часто осложняет их жизнь. Такие личности бывают склонны ко лжи, необязательности при исполнении обещаний. В связи с повышенным сексуальным влечением бывают неразборчивы в знакомствах, вступают в опрометчивые интимные связи.
- Лица с эмоциональной неустойчивостью, то есть с постоянными колебаниями настроения, относятся к циклоидному типу. Настроение циклотимиков изменяется от пониженного, грустного, до повышенного, радостного. Периоды плохого или хорошего настроения разной продолжительности, от нескольких часов до нескольких дней, даже недель. Их состояние и активность изменяются в соответствии с переменой настроения.
- Эмотивно-лабильные (реактивно-лабильные) психопаты — лица, у которых колебания состояния совершаются чрезвычайно часто, иногда прямо по дням. Настроение у них безо всякой причины переходит из одной крайности в другую.

### Неустойчивая психопатия
Люди этого типа отличаются повышенной подчиняемостью внешним влияниям. Это слабовольные, легко внушаемые, «бесхарактерные» личности, легко поддающиеся влиянию других людей. Вся их жизнь определяется не целевыми установками, а внешними, случайными обстоятельствами. Они нередко попадают в дурную компанию, спиваются, становятся наркоманами, мошенниками. На работе такие люди необязательны, недисциплинированны. С одной стороны, они всем дают обещания и стараются угодить, но малейшие внешние обстоятельства выбивают их из колеи. Они постоянно нуждаются в контроле, авторитетном руководстве. В благоприятных условиях они могут хорошо работать и вести правильный образ жизни.

### Антисоциальная психопатия
Особенностью антисоциальных психопатов являются резко выраженные моральные дефекты. Они страдают частичной эмоциональной тупостью и практически не имеют социальных эмоций: совесть, сознание долга по отношению к обществу и чувство симпатии к окружающим у них обычно полностью отсутствует. Они не имеют ни стыда, ни чести, безразлично относятся к похвале и порицанию, неспособны приспособиться к правилам общежития, сообщества. Часто тяготеют к чувственным наслаждениям. Некоторые антисоциальные психопаты с детства склонны к мучительству животных и не имеют привязанности даже к самым близким людям (даже к матери или своим детям). Не способны к сотрудничеству, состраданию, союзам, сопереживанию и созиданию. Потребители. "Человеческие хищники".

### Конституционально-глупые
Психопаты, которые от рождения являются неумными, ограниченными. Отличительная черта — врождённая умственная недостаточность. Указанные личности, в отличие от олигофренов, хорошо учатся (не только в средней общеобразовательной школе, но даже и в университете), у них часто встречается хорошая память. Однако, когда они вступают в жизнь, где им приходится применять их знания на практике и проявлять инициативу — у них ничего не выходит. Они не проявляют никакой оригинальности и склонны говорить банальные, шаблонные вещи, по причине чего их расстройство называют «Salon Blödsinn» (с нем. — «салонное слабоумие»). Для обозначения этого же понятия Эйген Блейлер использовал термин «die unklaren» («неясный»), подчёркивая, что их основная характеристика — больше неясность понятий, чем бедность ассоциаций. К группе констуционально-глупых также относятся «филистеры» — люди без духовных (интеллектуальных) потребностей и запросов. Тем не менее они могут хорошо справляться с несложными требованиями какой-нибудь специальности.
Конституционально-глупые психопаты — внушаемые личности, готовые подчиняться «общественному мнению», также они склонны следовать моде. Они всегда консерваторы, боящиеся всего нового и держащиеся из чувства самозащиты за то, к чему привыкли и приспособились.
Конституционально-глупые психопаты могут иметь большое самомнение, при этом с высокопарным торжественным видом изрекая не имеющие смысла сложные фразы, то есть набор пышных слов, не имеющий содержания. В литературе встречается похожий субъект в карикатурном виде — Козьма Прутков.

## Классификация психопатий Крепелина
Немецкий психиатр Эмиль Крепелин (1915) выделял следующие типы психопатических личностей:
- Враги общества (нем. Gesellschaft feinde), также «антисоциальные»;
- Импульсивные (нем. Triebmenenschen), также «люди влечений»;
- Возбудимые (нем. Erregbaren);
- Безудержные (нем. Haltlosen), также «неустойчивые»;
- Чудаки (нем. Verschrobenenen);
- Патологические спорщики (нем. Streitsüchtigen);
- Лжецы и обманщики (нем. Lügner und Schwindler), также «псевдологи».

## Классификация психопатий Шнайдера
Курт Шнайдер (1923) выделял 10 типов психопатических личностей:
- Депрессивные (нем. Depressiven) — пессимисты и сомневающиеся в наличии смысла жизни скептики. Имеют склонность к утонченному эстетизму, изысканности и самоистязанию, которая приукрашивает внутреннюю безотрадность. Они страдают от более или менее продолжительного подавленного настроения, обычно всё воспринимают в омрачённом свете и во всём видят оборотную сторону. Некоторым депрессивным личностям свойственно высокомерие и насмешки над людьми внутренне «лёгкими» и простыми. Себя они ощущают как страдальцев, стоящих выше других, как аристократов.
- Гипертимики (нем. Hyperthymischen) — активные личности люди с весёлым характером, живым сангвиническим темпераментом, добродушные оптимисты, спорщики, возбудимые. Склонны к активному вмешиванию в чужие дела. Из негативных качеств можно отметить некритичность, невнимательность, малая надёжность, также они легко поддаются чужому влиянию.
- Эмоционально лабильные (нем. Stimmungslabilen) — личности с неустойчивым настроением, склонные к его неожиданным сменам.
- Ищущие признания (нем. Geltungsbedürftigen) — эксцентричные и тщеславные люди, которые стремятся казаться значительнее, чем они есть на самом деле. Эксцентричность служит для того, чтобы привлечь к себе внимание, ради этого они выражают самые необычные мнения и совершают самые необычные поступки.
- Эксплозивные (нем. Explosiblen) — легко возбудимые, раздражительные, вспыльчивые личности. Они часто по самому незначительному поводу «вскипают». По Э. Кречмеру, их реакции — это примитивные реакции. Их задевает любое сказанное наперекор слово, и прежде чем они осознают его смысл, следует реакция в виде стремительно-бурной формы насилия или оскорбительного возражения.
- Бездушные или бесчувственные (нем. Gemütlosen) — личности, которые лишены чувства стыда, сострадания, чести, угрызений совести. Они мрачны и угрюмы, а их поступки инстинктивны и грубы.
- Безвольные (нем. Willenenslosen) — неустойчивые личности, которые подвержены как положительным, так и отрицательным влияниям, они просто не оказывают сопротивления никакому влиянию.
- Неуверенные в себе (нем. Selbstunsicheren) — скованные, тревожно неуверенные и застенчивые личности. Могут скрывать эти черты чрезмерно дерзкой и смелой манерой поведения. Внутреннее нерешительны и часто слегка депрессивны.
- Фанатичные (нем. Fanatischen) — экспансивные и активные личности, бывают захвачены сверхценными комплексами мыслей личного или идейного характера, склонные к борьбе за свои законные или воображаемые права. Иногда у экспансивных фанатиков проявляются параноидные проявления, выходящие за рамки обычной подозрительности. Также бывают вялые фанатики, чудаки «фантазийного плана», отрешённые от действительности, с характером менее или совсем не борцовским, как, к примеру, многие сектанты.
- Астенические (нем. Asthenenischen) — личности, которым свойственны затруднения в концентрации внимания, низкая работоспособность, плохая память, бессонница, повышенная утомляемость. Остро ощущают душевную и психическую недостаточность. В дальнейшем некоторые астеники жалуются на чувство отчуждённости, нереальность мира и всех ощущений (состояния, по описанию напоминающие дереализацию). Все эти состояния не всегда, но зачастую бывают вызваны самоанализом. Астеник постоянно занимается самоанализом и заглядывает внутрь себя, им свойственно искать любые неполадки в работе организма, и они жалуются врачам на состояние своего организма. Стоит отметить, что «астеническая психопатия» не имеет отношения к «астеническому телосложению», так называемому лептосомному телосложению.

## Классификация психопатий Кербикова
Предложенная Кербиковым О. В. типология психопатий была одной из наиболее распространённых в советской психиатрии и включала следующие типы:
- Возбудимый тип.
- Неустойчивый тип.
- Астенический (тормозимый) тип.
- Психастенический тип.
- Шизоидный тип.
- Мозаичный (смешанный) тип.

Триада критериев психопатий Ганнушкина—Кербикова:
1. Выраженность патологических свойств личности до степени нарушения социальной адаптации.
2. Относительная стабильность психических черт характера, их малая обратимость.
3. Тотальность патологических черт личности, определяющих весь психический облик.

Кербиков О. В. отмечал, что определённый тип воспитания ведёт к формированию определённой психопатии. Так, при доминирующей гиперпротекции (воспитание ребёнка в «ежовых рукавицах») формируется астенический тип, а при потворствующей гиперпротекции (ребёнок является «кумиром семьи») формируется личность истерического типа и т. д.
Генетическая систематика психопатий Кербикова—Фелинской
Данная систематика разделяет психопатии по этиологическому признаку на следующие группы:
1. Ядерные (конституциональные, истинные).
2. Приобретённые, к которым относят следующие группы:
  1. Постпроцессуальные (обусловлены перенесённым психическим расстройством).
  2. Органические (связаны с церебрально-органической патологией. Например, характеропатический вариант психоорганического синдрома).
  3. Краевые (патохарактерологическое, постреактивное и постневротическое патологическое развитие личности).

В большинстве случаев этиология психопатии бывает смешанной.

### Основные труды
- Кербиков О. В.. Об участии травмы головы в генезе нетравматических психозов // «Памяти Петра Борисовича Ганнушкина» (Ред. А. О. Эдельштейн). — М.; Ленинград: Государственное издательство биологической и медицинской литературы, 1934. — с. 275—291.
- Кербиков О. В., Иолович И. С.. Проблемы организационной психиатрии. — М.: Наркомздрав СССР, 1944.
- Кербиков О. В.. Острая шизофрения. — М.: Медгиз, 1949.
- Кербиков О. В.. Лекции по психиатрии. — М.: Государственное издательство медицинской литературы, 1955.
- Кербиков О. В., Озерецкий Н. И., Попов Е. А., Снежневский А. В.. Учебник психиатрии. — М.: Медгиз, 1958.
- Кербиков О. В., Коркина М. В., Наджаров Р. А., Снежневский А. В.. Психиатрия. — М.: Медицина, 1968.
- Кербиков О. В.. Избранные труды. — М.: Медицина, 1971.

## Классификация психопатий в МКБ-9
Международная классификация болезней 9-пересмотра (МКБ-9), адаптированная для использования в СССР, включала следующую классификацию психопатий:
- 301.0. Параноидная (паранойяльная) психопатия
  - (расстройство личности параноидного (паранойяльного) типа);
- 301.1. Аффективная психопатия, гипертимная психопатия, гипотимная психопатия
  - (расстройство личности аффективного типа);
- 301.2. Шизоидная психопатия
  - (расстройство личности шизоидного типа);
- 301.3. Возбудимая психопатия, эксплозивная психопатия
  - (расстройство личности возбудимого типа);
- 301.4. Ананкастическая психопатия, психастеническая психопатия
  - (расстройство личности ананкастического типа);
- 301.5. Истерическая психопатия
  - (расстройство личности истерического типа);
- 301.6. Астеническая психопатия
  - (расстройство личности астенического типа);
- 301.7. Гебоидная психопатия
  - (расстройство личности типа эмоционально тупых);
- 301.8. Другие расстройства личности;
- 301.81. Неустойчивая психопатия (расстройство личности неустойчивого типа);
- 301.82. Мозаичная полиморфная психопатия;
- 301.83. Парциальный дисгармонический психический инфантилизм;
- 301.89. Другие психопатии и развития личности.
- 301.9. Расстройства личности неуточнённого типа и психопатоподобные состояния экзогенной этиологии.